# ألبرت جاي ر. هيك
ألبرت جاي ر. هيك (بالهولندية: Albert Heck) هو عالم أحياء وباحث وكيميائي وأستاذ جامعي هولندي، ولد في 25 نوفمبر 1964 في خوس في هولندا.

## وصلات خارجية
- الموقع الرسمي